# Любецький Дем'ян Федорович
Дем'ян Федорович Любецький (роки народження і смерті невідомі) — київський золотар XVIII століття.

## Роботи
- срібна оправа євангелія з фініфтевими прикрасами (Національний музей історії України у Києві, № 1 516) з написом:

| «Сіє святоє євангеліє сооружено 1780 году коштом православного украинского Веницкого протопопа Ілии Голоскевича и сина его Тимофея. Весу в ней сребра три фунта с половиною проби одинасятой; финифтов пять. Работано въ Киеве подоле в майстера Демяна Любецкого»[1]. |
- потир (друга половина XVIII століття; Національний Києво-Печерський історико-культурний заповідник, № 675) з тавром майстра — «ДЛ», пробою і написом:

| «Сия чаша зделана в церковь Куреновскую Первоверховныхъ Петра и Павла старанием той церкви священника Иоана Бозанского да порутчика Стефана Шишкина от доброхотнихъ дателей в ней весу два фунта і 12 золотников»[1]. |
- срібна чарка (Чернігівський державний історичний музей, № 3 581).

Форми й орнаменти предметів відбивають мотиви стилю рококо.